# Joanne Simpson
Joanne Simpson, anteriormente Joanne Malkus, nacida Joanne Gerould, (Boston, 23 de marzo de 1923 – Washington D. C., 4 de marzo de 2010) fue una meteoróloga estadounidense y la primera mujer en su país en tener un doctorado en esa disciplina, que recibió en 1949 de la Universidad de Chicago. Simpson obtuvo sus títulos de licenciatura y de posgrado en la Universidad de Chicago, y realizó un trabajo de posdoctorado en el Dartmouth College. Simpson fue miembro de la Academia Nacional de Ingeniería, y enseñó e investigó sobre meteorología en numerosas universidades, así como en el gobierno federal. Simpson contribuyó en muchas áreas de las ciencias atmosféricas, particularmente en el campo de la meteorología tropical. Ha investigado las torres cálidas, los huracanes, los vientos alisios, las interacciones aire-mar, y ayudó a desarrollar la Misión de Medición de Lluvias tropicales (TRMM).

## Trayectoria
Su carrera docente e investigadora en universidades incluye tiempo en la Universidad de Chicago, la Universidad de Nueva York, el Instituto de Tecnología de Illinois, la Institución Oceanográfica de Woods Hole, la Universidad de California en Los Ángeles, la Administración de Servicios de Satélites Ambientales (ESSA), la Oficina Nacional de Administración Oceánica y Atmosférica (NOAA), la Universidad de Virginia y la Administración Nacional de Aeronáutica y el Espacio (NASA).
En 1958, Malkus colaboró con Herbert Riehl y calculó la energía estática húmeda media y cómo variaba verticalmente a través de la atmósfera. Observaron que a altitudes de hasta aproximadamente 750 hPa la energía estática húmeda disminuía con la altura. Por encima de 750 hPa, la energía estática húmeda aumentaba con la altura, lo que no se había observado ni explicado antes. Riehl y Malkus se dieron cuenta de que esto debía deberse a la convección húmeda que se iniciaba cerca de la superficie y que continuaba aumentando de manera relativamente adiabática hasta cerca de 50.000 pies (15.240 m). Llamaron a estas nubes "chimeneas sin diluir", pero más tarde se las denominaría comúnmente torres cálidas. Estimaron que se necesitarían menos de 5.000 de estas torres diariamente en todo el trópico para obtener el perfil de energía estática húmeda que observaron.
En 1966, se convirtió en la directora del Proyecto Stormfury, mientras era jefa de la Subdivisión de Meteorología Experimental del Instituto de Ciencias Atmosféricas de la Administración de Servicios de Satélites del Medio Ambiente. Finalmente, se convirtió en la principal investigadora meteorológica de la NASA y fue autora o coautora de más de 190 artículos.

## Reconocimientos
- 1954 Recibió una Beca Guggenheim.
- 1962 Premio Melsinger de la American Meteorological Society (AMS).
- 1963 Seleccionada por Los Angeles Times como "Mujer del Año" en Ciencia.[7]
- 1967 Department of Commerce Silver Medal por su trabajo con la Rama de Meteorología Experimental.[10]
- 1968 Elegida miembro de la American Meteorological Society (AMS).
- 1983 Carl-Gustaf Rossby Research Medal de la AMS, su más alto honor, por "contribuciones sobresalientes al entendimiento de la estructura de la atmósfera".
- 2002 International Meteorological Organization Prize de la Organización Meteorológica Mundial.[11]